# Conducto de Santorini
El conducto de Santorini es un conducto pequeño que atraviesa la parte superior del páncreas y se extiende desde el codo formado por el Conducto de Wirsung en el cuello del páncreas hasta el vértice de la papila duodenal menor de la porción descendente del duodeno, siguiendo un trayecto curvo y cóncavo inferiormente. Su calibre aumenta progresivamente de derecha a izquierda, es decir, va desde su orificio duodenal hasta su unión con el conducto pancreático. Normalmente, el conducto pancreático accesorio actúa como afluente del Conducto de Wirsung. Aunque es poco frecuente, el conducto de Santorini puede carecer de comunicación con el duodeno; puede además ser independiente del conducto pancreático y en ese caso, su localización radica en la cabeza del páncreas.

## Embriología
La formación del conducto de Santorini inicia con la formación de la yema pancreática ventral y el crecimiento del páncreas.
En primer lugar, por parte de la yema pancreática ventral, al encontrarse tan unido del conducto colédoco giran al mismo tiempo haciendo que la yema pancreática se desplace dorsalmente hacia la derecha en una disposición muy similar a lo que sería la entrada del conducto colédoco. Después, la yema pancreática ventral finaliza en una posición tras e inferiormente de la yema dorsal. A medida que esto sucede, el parénquima de los conductos pertenecientes a las yemas pancreáticas comienza a unirse. Por otra parte, el páncreas crece junto con el mesodermo quien empieza con un aumento de volumen, lo que origina su división formando cordones macizos que se terminan ramificando con la similitud a un racimo de uvas; con el tiempo estos obtendrán una luz central logrando convertirse en conductos primordios que terminarán dando paso a los conductos de Wirsung y Santorini.
El conducto de Wirsung se compone por la parte distal del conducto pancreático dorsal y todo el conducto pancreático ventral. A su vez la parte distal se cierra dejando una abertura o canal pequeño el cual es denominado como conducto de Santorini o pancreático accesorio; en el caso de la persistencia de este conducto entrara por la papila menor del duodeno. En el 10% de los casos el sistema de conductos no se termina fusionando y solo se contará con el sistema doble original, es decir, los conductos colédoco y  conductos pancreáticos.

## Etimología
En 1724 Giovani Domenico Santorini (1681-1737; Venecia, Italia) un anatomista recordado por sus disecciones y por la publicación de su libro "Observationes anatomicae" en el que se describió por primera vez el conducto pancreático accesorio que por ende lleva su nombre.

## Irrigación
La irrigación de la cabeza del páncreas está dada por la parte superior por la arteria gastroduodenal superior que forma parte del circuito anterior también encontramos a la arteria pancreaticoduodenal tanto a la antero superior como a la arteria pancreaticoduodenal antero inferior que formara parte del mismo circuito, en la parte inferior y formando el circuito posterior encontramos a la arteria mesentérica inferior, aquí también forma parte la arteria pancreaticoduodenal posterior superior también está en interconexión con la arteria pancreaticoduodenal postero inferior. La parte del cuerpo y de la cola serán irrigadas por las arterias esplénicas y la gastroepiploica izquierda.
En lo referente al drenaje es más superficial tomando en cuenta el trayecto de las arterias ya que esta vez estará dado por las venas, en la parte del borde inferior del cuello del páncreas desemboca la vena mesentérica superior que va a tener todos los desechos de las venas gastroepiploica derecha, de la cólica media y de la pancreaticoduodenal anterior superior que darán lugar al tronco venoso gastro cólico.

## Histología
El conducto de Santorini presente en algunas personas, es un vestigio del origen del páncreas a partir de dos primordios endodérmicos separados que se evaginan del intestino anterior embrionario. Una capa delgada de tejido conjuntivo laxo forma una cápsula alrededor de la glándula. Desde esta cápsula parten tabiques incompletos que dividen el parénquima glandular en lobulillos que dividen el parénquima glandular en lobulillos mal definidos. Dentro de los lobulillos un estroma de tejido conjuntivo laxo rodea las unidades parenquimatosas. Entre los lobulillos cantidades mayores de tejido conjuntivo rodean los vasos sanguíneos, los nervios y los conductos más grandes.
El acino pancreático es una estructura redondeada u ovalada constituida por aproximadamente 40 o 50 células que se denominan células acinares que forman como un racimo con una luz central donde encontramos aproximadamente 5 células centroacinares, las cuales se organizan de tal forma que son el inicio de los conductos pancreáticos.

## Enfermedades
- Neoplasia papilar mucinosa intraductal: Es una patología proliferativa de aspecto papilar que ocasiona la secreción de moco y que presenta relación con el conducto pancreático principal y alguna rama accesoria.[6]
- Mal unión pancreatobiliar: Es la ubicación anormal de los conductos pancreáticos y conductos biliares fuera de la pared abdominal “dando como resultado la formación de un canal común largo”.[7]
- Tumor papilar intraductal mucinoso: Lesiones que se diferencian de las neoplasias papilar mucinosa ya que establece una conexión directa con el conducto pancreático principal y además se ve la formación de un estroma ovárico.[8]